# Flucht in die Freiheit
Flucht in die Freiheit (Originaltitel: Flight for Freedom, auch bekannt unter dem Titel Stand to Die) ist ein US-amerikanisches Filmdrama von Lothar Mendes aus dem Jahr 1943. Die Hauptrollen sind mit Rosalind Russell, Fred MacMurray und Herbert Marshall besetzt.
Filmhistoriker und Biografen von Amelia Earhart sind der Meinung, der Film bilde in Teilaspekten die Lebensgeschichte der Flugpionierin Amelia Earhart ab, die im Juli 1937 im Pazifischen Ozean als verschollen gemeldet und am 5. Januar 1939 für tot erklärt worden ist.
Horace McCoys Adaption der Geschichte, auf der das Drehbuch basiert, geht zurück auf eine Vorlage von Jane Murfin. Der Film war in der Kategorie „Bestes Szenenbild in einem Schwarzweißfilm“ für einen Oscar nominiert.

## Handlung
Als Tonie Carter, eine Flugpionierin, sich 1932 auf ihrem ersten Alleinflug befindet, kollidiert sie fast mit der Maschine von Randy Britton. Britton ist ein gefeierter Pilot, der die Ansicht vertritt, dass Frauen nichts am Steuer eines Flugzeugs zu suchen hätten. Carter, die sich bei Britton für ihr Missgeschick entschuldigen will, greift zu einer Notlüge, da Britton sich im Hinterzimmer eines Nachtclubs aufhält, zu dem nur männlichen Piloten der Zugang gestattet ist, und behauptet, sie sei mit Britton verabredet. Der Pilot ist fasziniert von ihr und lädt sie zum Muschelessen nach Delaware ein. Er schlägt zudem vor, dass Tonie die Woche mit ihm verbringe, während sein Flugzeug repariert werde. Obwohl Tonie sich anfangs nicht sicher ist, wie sie reagieren soll, verbringen beide die Nacht miteinander. Am anderen Morgen schenkt Randy Tonie am Strand ein Zigarettenetui mit einer Weltkarte, dessen Juwel die Virginia Beach, den Ort ihrer ersten gemeinsamen Nacht, markiert.
Nachdem Carters Flugzeug wieder intakt ist, startet er zu einem Testflug nach Kalifornien und dann nach Südamerika. Tonie, die sich ernsthaft in Randy verliebt hat, beobachtet vom Strand aus mit Tränen in den Augen, wie sein Flugzeug in der Ferne verschwindet. Sie kehrt daraufhin zurück nach New York, um weiterhin für ihren Fluglehrer Paul Turner zu arbeiten.
Zwei Jahre sind vergangen. Randy ist aus Südamerika zurückgekehrt und fragt bei Turner nach, ob er etwas über Tonies Aufenthaltsort wisse, der das jedoch verneint und Tonie später darüber informiert. Er bittet die junge Frau außerdem, in der kommenden Woche den Prototyp eines Flugzeugs von New York nach Los Angeles zu fliegen. Es handelt sich um einen Wettflug, dessen Preisgeld Turner in die Lage versetzen würde, ihm neue Möglichkeiten im Flugzeugbau zu eröffnen. Tonie will das Rennen unbedingt gewinnen und fliegt das Flugzeug in einer Höhe von 20.000 Fuß, um den Rückenwind zu nutzen. Dort wird sie ohnmächtig, da sie nicht genug Sauerstoff aufnehmen kann. Als ihr Flugzeug sich schon im Sinkflug befindet, kommt sie wieder zu sich und schafft es, die Maschine in den Griff zu bekommen, wird jedoch im Rennen Letzte, da sie vom Kurs abgekommen war.
Inzwischen ist es Randy gelungen, Verbindung mit Tonie aufzunehmen mit dem Ziel, ihre Romanze fortzusetzen. Obwohl Tonie immer noch das geschenkte Zigarettenetui bei sich trägt, lehnt sie ab. Sie hat den Entschluss gefasst, den bestehenden Weltrekord zu brechen und in weniger als zwölf Stunden nach New York zurückzufliegen. Ohne jemandem Bescheid zu geben, hebt Tonie ab, während Randy und Paul ein Streitgespräch über sie führen, und schafft es tatsächlich, den Rekord zu brechen. Für Tonie bedeutet das Ruhm und auch Paul profitiert von ihrer Leistung.
Kurz darauf bittet Paul Turner Tonie, seine Frau zu werden und sich von der Fliegerei zurückzuziehen. Tonie gibt ihm ihr Jawort, macht jedoch zur Bedingung, zuvor allein die Welt zu umfliegen. Randy verfolgt Tonies Flug und berichtet, dass er einen U-Boot-Stützpunkt gesehen habe, als er über die japanischen Inseln geflogen sei. Die Japaner haben jedoch Flugverkehr über ihren Inseln untersagt, sodass Admiral Graves Schwierigkeiten befürchtet. Zugleich bringt ihn Tonies Flug aber auch auf die Idee, wie es möglich wäre, das Flugverbot zu umgehen. Er befiehlt Carter daher, ihren Flug abzubrechen, um nach Washington zu kommen und über eine geheime Regierungsmission zu sprechen. Die Nachricht erhält Tonie während einer Zwischenlandung in Honolulu. Als sie Graves in Washington gegenübersteht, suggeriert dieser ihr, dass die Sicherheit des Landes von ihrer Mission abhänge und fordert sie auf, ihren Alleinflug wieder aufzunehmen, und einen Notruf abzusenden, sobald sie sich den japanischen Inseln nähere. Sobald ihr Notruf komme, solle sie die Maschine auf dem winzigen Korallenriff von Gull Island landen, wo sie und ihr Navigator dann von einem Schiff der Marine abgeholt werden würden. Tonies Verschwinden, so erklärt er, gebe den Überwachungsflugzeugen der Marine die Möglichkeit, die japanischen Inseln zu überfliegen, ohne dass die Japaner protestieren könnten, was vor allem Tonies Ruhm zu verdanken sei. Tonie fliegt daraufhin von Miami nach Neuguinea und trifft in einem kleinen Hotel den Navigator, der dafür sorgen soll, dass man die Inseln erreicht. Zur Überraschung Tonies handelt es sich bei dem Mann um Randy. Es kommt zu einer Aussprache, die zwar manches Missverständnis beseitigt, aber nichts daran ändert, dass Tonie inzwischen mit Paul verlobt ist, den sie auf keinen Fall enttäuschen will.
Als Tonie von Mr. Yokahata in der Hotelhalle geheime Informationen militärische Anlagen betreffend erhält, wird sie sich bewusst, wie wichtig ihre Aufgabe ist, sodass sie beschließt, am nächsten Morgen allein in die Südsee zu fliegen. Noch am selben Abend gesteht sie Randy, dass sie ihn liebt und zusammen malen sie sich aus, wie ihre Zukunft aussehen könnte. Als Randy am anderen Morgen erwacht, ist Tonie schon weg, nur das Zigarettenetui mit der Landkarte hat sie hinterlassen und Gull Island mit einem „X“ markiert. Übers Radio, das über Tonie berichtet, verfolgt Randy ihren Flug. Dann kommt die Nachricht, dass Tonies Treibstoffvorrat zu Ende gehe. Kurz bevor sie Gull Island erreicht hat, setzt Tonie einen Notruf ab, dass ihre Maschine drohe, ins Meer zu fallen. Panisch lässt sie das Flugzeug in eine Höhe von 20.000 Fuß steigen, was einen Sauerstoffmangel bei ihr auslöst und die Maschine ins Meer abstürzen lässt. Als Randy eine amerikanische Bombenmission auf den japanischen Inseln durchgeführt hat, holt er Tonies Zigarettenetui hervor und markiert das Ziel mit einem Häkchen.

## Produktion

### Produktionsnotizen, Dreharbeiten
Die Dreharbeiten in Chicago in Illinois unter dem Arbeitstitel Stand to Die begannen Ende August und endeten Ende Oktober 1942. Hauptsächlich entstanden hier die Überwasser-Flugaufnahmen, weil die Atlantik- und Pazifikküste wegen des Krieges für Dreharbeiten gesperrt war. Einige weitere Filmszenen entstanden Anfang Dezember 1942. Der Film wurde von RKO Pictures produziert, dessen Studioboss Floyd Odlum mit Jacqueline Cochran verheiratet war, einer engen Freundin von Amelia Earhart und selbst eine bekannte Fliegerin. Es ging das Gerücht, dass der Film auf einem Drehbuch basiere, das von Amelia Earharts Ehemann George P. Putnam eingereicht worden sei. Die Charakterisierung durch Rosalind Russell zeigt eine „Lady Lindbergh“, die zahlreiche Luftfahrtrekorde aufgestellt hat, aber auch Skizzen aus dem tatsächlichen Leben der Fliegerin.
In der Eröffnungsszene des Films werden amerikanische Kampfgeschwader gezeigt, die 1943 auf die japanischen Inseln zurasen. Über das Bild hinweg erklingt die Stimme eines Erzählers, der darauf hinweist, dass eine temperamentvolle Amerikanerin ihr Leben riskiert habe, um strategische Informationen über geheime japanische Kampfbasen auf diesen Inseln zu erhalten. Im Juni 1942 weitete RKO das Produktionsdatum des Films aus, um die jüngsten Siege der USA auf Midway Island zu nutzen. Anfang September 1942 übernahm Frank Redman die Kamera von Lee Garmes, da dieser von 20th Century Fox einen Rückruf erhielt, um China Girl zu filmen.

### Hintergrund
Der Film unterstützt den Glauben, dass Earhart auf Ersuchen der Franklin-Roosevelt-Administration die Japaner im Pazifik ausspioniert habe. Viele Rezensionen betonen die starken Parallelen zwischen dem Leben der Fliegerin Amelia Earhart und dem Charakter Tonie Carter. Laut Hollywood Reporter gab es rückblickend viele Spekulationen über die Zeit, da Earharts Verschwinden während ihres Weltumfluges 1937 inszeniert worden sei. Putnam, der Witwer von Earhart soll dem Film nur unter der Bedingung zugestimmt haben, dass der Name seiner verstorbenen Frau nicht erwähnt werde. Fred MacMurray wurde von Paramount ausgeliehen.
Im Hollywood Reporter war zu lesen, dass der Erlös der Premierevorstellung an Wohltätigkeitsorganisationen gegangen sei. Rosalind Russell wiederholte im September 1943 in einer Lux-Radio-Theatre-Vorstellung ihre Rolle. Randy Britton wurde von George Brent gegeben.
In einem NBC-Fernsehfilm von 1976 mit dem Titel Amelia Earhart unter der Regie von George Schaefer mit Susan Clark und John Forsythe wird das Schicksal der Fliegerin biografisch aufbereitet.

### Historie

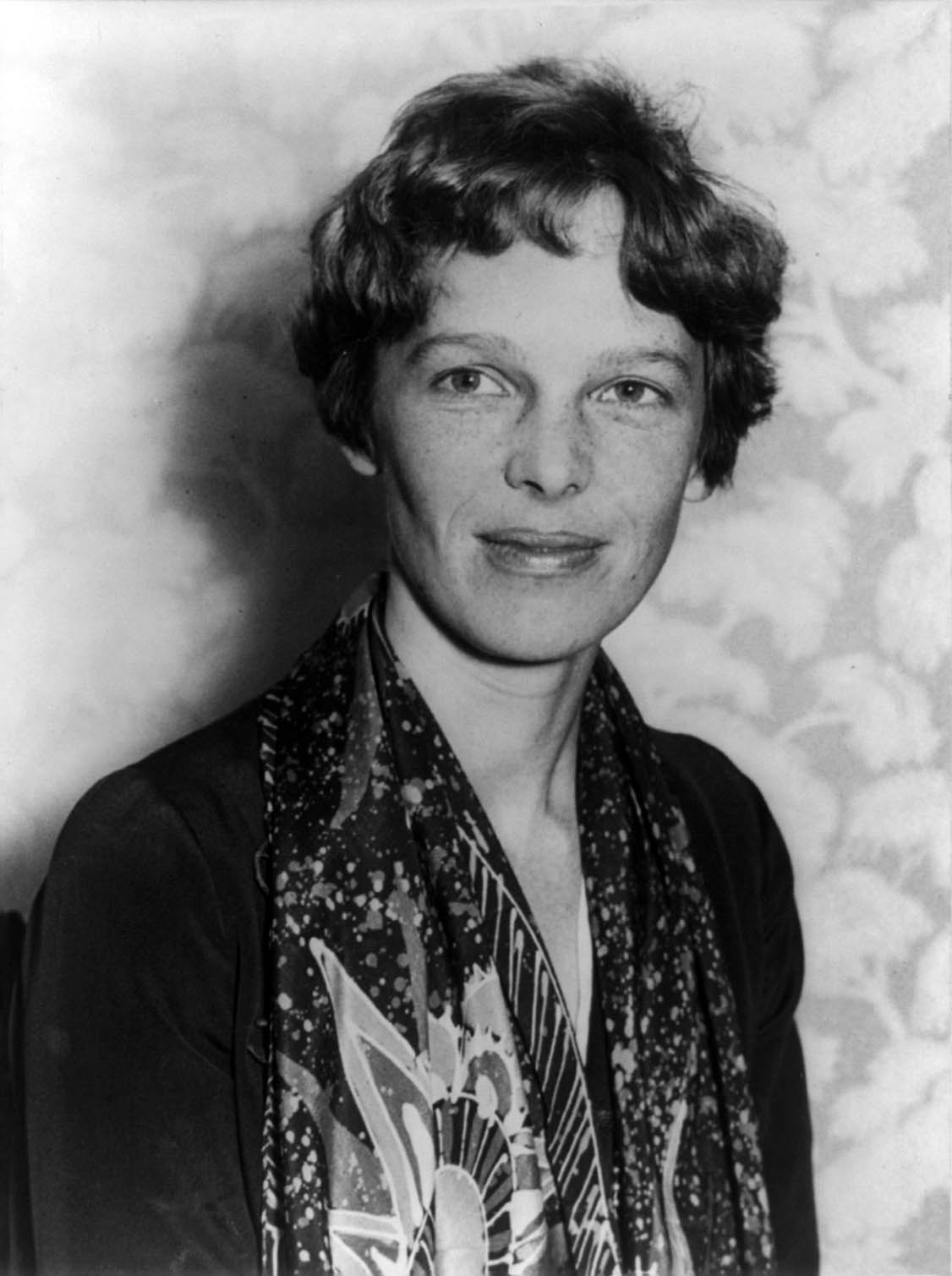
Amelia Mary Earhart (um 1928)

Amelia Earhart (* 1897–verschollen 1937 im Pazifischen Ozean, für tot erklärt am 5. Januar 1939) war eine US-amerikanische Flugpionierin und Frauenrechtlerin. Earhart war die Tochter eines deutsch-amerikanischen Juristen, der alkoholkrank war. Ihr Studium der Medizin brach sie ab. Ihr Weg zeichnete sich 1920 vor, als sie erstmals in einem Flugzeug mitfliegen durfte. Internationale Bekanntheit erlangte sie im Juni 1928 durch einen 20-stündigen Flug, in dem sie als erste Frau nonstop den Atlantik überquerte. 1932, fünf Jahre nach Charles Lindbergh, überquerte sie dann als erste Frau den Atlantik im Alleinflug. Mit ihren wagemutigen Flügen wolle sie auch beweisen, dass Frauen zu technischen Höchstleistungen ebenso wie Männer in der Lage seien. Ihre Popularität nutzte sie dazu, für ihre feministischen Ziele einzutreten.
Kurz vor ihrem 40. Geburtstag setzte sie sich das Ziel, als erster Mensch die Erde am Äquator zu umrunden. Mit ihrem Navigator Fred Noonan (im Film der Figur Randy Britton nachempfunden) startete sie im Mai 1937 in Miami. Nachdem sie Ende Juni bereits drei Viertel der Strecke bewältigt hatte, startete sie am 2. Juli von Lae in Neuguinea, um den letzten Abschnitt – den Pazifik – hinter sich zu bringen. Auf der Howlandinsel wollte sie einen Zwischenstopp einlegen. Wiederholt meldete sie, keine Funksignale zu empfangen, geriet dann offenbar zunehmend in Not, und irrte über dem Pazifik umher. Nachdem ihr Navigator um 8:40 die Flugrichtung durchgegeben hatte, riss der Kontakt endgültig ab. Das Flugzeug kam nie auf der Howlandinsel an. Zu ihrem Verschwinden gibt es diverse Hypothesen, siehe hier →Hypothesen zu Earharts Verschwinden.

### Musik im Film
– Arrangement jeweils Roy Webb –
- Columbia, the Gem of the Ocean von David T. Shaw
- Symphony No. 5 von Ludwig van Beethoven
- Hail, Columbia von Philipp Phile
- Sonny von Frank Tours
- Wonderful One von Paul Whiteman, Ferde Grofé, Marshall Neilan und Dolly Morse
- Three Little Words von Bert Kalmar und Harry Ruby
- I’m In Good Shape von Mort Greene und Harry Revel
- Style All the While, traditionelle Weise
- America von Lowell Mason
- Aloha ʻOe von Liliʻuokalani, Arrangement: Max Steiner

### Veröffentlichung
Premiere hatte der Film am 4. Februar 1943 in den USA, wo er ab dem 15. April 1943 allgemein in den Kinos anlief. Im Vereinigten Königreich wurde er ebenfalls 1943 veröffentlicht, ebenso in Mexiko, Schweden und Portugal. Im September 1946 war erstmals in Spanien (Madrid) zu sehen und 1948 unter dem Titel Flucht in die Freiheit in Österreich. In Dänemark und Frankreich wurde er 1949 veröffentlicht. In Österreich erfuhr er 1951 eine Wiederveröffentlichung. Veröffentlicht wurde er zudem in Brasilien, Griechenland, Italien, Schweden und den Niederlanden, dort unter dem Titel Friheden har Vinger.

## Rezeption

### Kritik
Bosley Crowther von der New York Times meinte, der Film brauche endlos, bevor er abhebe, was hauptsächlich daran liege, dass er sich nicht aus einer herkömmlichen Spurrille zu lösen vermöge. Großteils sei es eine Routinegeschichte, der eine Romanze zeige, bei der Mann und Frau nicht zusammenkommen könnten. Rosalind Russell spiele ihre Rolle mit einem Übermaß an Sternen in den Augen und Fred MacMurray gebe den Gentlemen mit fast schmerzhafter Lässigkeit. Peinlich sei es, wenn jemand im Flugzeug sitze und so tue, als er sich hoch in den Lüften befinde, wenn es offensichtlich sei, dass die Aufnahmen im Studio entstanden sind. Herbert Marshall gebe wieder einen treuen Freund, der vergeblich warte und Edward Ciannelli sei in seiner Rolle als Restaurantbesitzer gelegentlich amüsant. Die Geschichte selbst sei stark überzeichnet, die Charaktere nur oberflächlich skizziert und der große Opfer-Höhepunkt, wenn man logisch darüber nachdenke, verwirrend.
Die USCCB war der Ansicht, es gelinge dem Regisseur zwar, den dramatischen Aufstieg analog dem Leben von Amelia Earhart darzustellen, auch wenn die als Patriotismus getarnte Selbstmördermission hohl klinge. Zwischen Selbstmord und romantischen Komplikationen sei da so einiges durcheinandergeraten.
Auf der Seite The Movie Scene heißt es, an dem Film gebe es einiges, was man mögen könne, vor allem das letzte Drittel. Russell erbringe als Tonie Carter eine wundervolle Leistung, doch vor allem seien die Auftritte zusammen mit Fred MacMurray als Randy Britton unvergesslich. Weiter wurde ausgeführt, Flucht in die Freiheit habe wahrscheinlich 1943, als der Film herauskam, viel besser funktioniert, vor allem wegen des zur Schau gestellten Patriotismus im Film.

### Auszeichnung
- Oscarverleihung 1944: Nominierung in der Kategorie „Bestes Szenenbild (Schwarzweiß)“
  - Albert S. D’Agostino, Carroll Clark, Darrell Silvera, Harley Miller